# Манаенко, Кирилл Максимович
Манаенко, Кирилл Максимович (1870-е, неизвестно — 1940-е, Кривой Рог, Днепропетровская область) — советский горняк. Герой Труда (1933).

## Биография
Родился в 1870-х годах.
Образование неоконченное среднее. На шахтах Кривбасса работал с 1896 года.
Участник революционных событий 1905 и 1917 годов.
Активный участник восстановления Кривбасса. Один из старейших горняков Кривбасса, ветеран рудника Колачевского (затем шахтоуправления имени Орджоникидзе). За 36 лет работы отгрузил 121 500 тонн железной руды.
Умер в 1940-х годах в городе Кривой Рог.

## Награды
- Герой Труда (1933).